# Darrell Russell
Darrell Russell (* 27. Mai 1976 in Pensacola, Florida; † 15. Dezember 2005 in Los Angeles, Kalifornien) war ein US-amerikanischer Footballspieler. Er spielte als Defensive Lineman und nahm an zwei Pro Bowls teil.
Russell wuchs in San Diego, Kalifornien auf und machte seinen High-School-Abschluss auf der St. Augustine High School. Anschließend besuchte er die University of Southern California (USC) und wurde 1997 in den Drafts von den Oakland Raiders unter Vertrag genommen.
Nachdem er 1998 und 1999 am Pro Bowl, dem All-Star-Game der NFL, teilnahm, wurde er 2001 für vier Spiele suspendiert, da er sich nicht an die Drogenrichtlinien der NFL hielt. Kurz darauf wurde eine andere verbotene Substanz bei ihm festgestellt, weshalb er ein Jahr lang gesperrt wurde. 2003 spielte er in acht Spielen für die Washington Redskins, sein letzter NFL-Auftritt war in einem Trainingslager der Tampa Bay Buccaneers. Ein weiterer positiver Drogentest 2004 stellte seinen siebten Verstoß dar, woraufhin er lebenslang gesperrt wurde.
Am 15. Dezember 2005 war Russell als Beifahrer mit seinem USC-Teamkameraden Michael Bastianelli unterwegs, als das Auto außer Kontrolle geriet und mehrere Hindernisse rammte. Beide Männer wurden bewusstlos am Unfallort aufgefunden und ins Krankenhaus transportiert, wo man bei beiden nur noch den Tod feststellen konnte.
| Personendaten    | Personendaten                     |
| ---------------- | --------------------------------- |
| NAME             | Russell, Darrell                  |
| KURZBESCHREIBUNG | US-amerikanischer Footballspieler |
| GEBURTSDATUM     | 27. Mai 1976                      |
| GEBURTSORT       | Pensacola (Florida), USA          |
| STERBEDATUM      | 15. Dezember 2005                 |
| STERBEORT        | Los Angeles, Kalifornien, USA     |